# Kugelis
Kugelis, também chamado “bulvių plokštainis” é um pudim de batata assado no forno, por vezes considerado o prato nacional da Lituânia. Os seus ingredientes principais são batata, leite, cebola e ovos; pode levar algum tipo de carne. 
É semelhante ao kugel alemão e à babka-de-batata da Bielorrússia.
Fritar bacon cortado fino e, quando deixar gordura, juntar cebola cortada, mas não deixar mudar de cor. Entretanto, ralar batatas e mergulhá-las imediatamente em leite; juntar ovos batidos e a mistura de bacon e cebola fritos. Colocar tudo num pirex e assar em forno forte; quando pronto, servir com nata azeda. Se sobrarem restos, podem ser cortados em fatias e fritos em manteiga.